# Torun Lian
Torun Lian, född 15 januari 1956, är en norsk författare, dramatiker och filmregissör.
Lian har mottagit ett flertal priser för sitt arbete, såväl som regissör och dramatiker som för sina ungdomsromaner. Hon har tidigare arbetat som rekvisitör, och har undervisat i manuskriptskriving vid Den norske filmskolen och Statens studiesenter for film.
Hon har regisserat flera kortfilmer och år 1998 debuterade hon med långfilmen Bara molnen flyttar stjärnorna efter sin bok med samma namn. Filmen tilldelades Amandaprisen.